# Per Kjellman
Per Johan Kjellman, född den 26 november 1892 i Halmstad, död där den 21 juni 1964, var en svensk ämbetsman. 
Kjellman avlade studentexamen 1910 och juris kandidatexamen 1916. Han blev landskontorist i Hallands län 1918, länsbokhållare där 1919, länsassessor 1930 och taxeringsintendent 1944. Kjellman var landskamrerare i nämnda län 1947–1958. Han blev riddare av Vasaorden 1936 och av Nordstjärneorden 1949 samt kommendör av sistnämnda orden 1955.